# Лейтан, Виталий
Виталий Лейтан (эст. Vitali Leitan; 1 декабря 1978, Таллин) — эстонский футболист, нападающий.

## Биография
Воспитанник таллинского СК «Копли» и Таллинской футбольной школы. На взрослом уровне первые матчи провёл в сезоне 1994/95 в составе клуба КСК в одном из низших дивизионов.
С 1995 года играл за «Валль», с которым вышел из первой лиги в высшую. Свой первый гол в высшей лиге забил 28 июля 1996 года в ворота «Ээсти Пылевкиви» (1:2). В сезоне 1996/97 также выступал в первой лиге за «Норму». Весной 1997 года вернулся в «Валль» и участвовал в матчах переходного турнира между клубами высшей и первой лиги, по одним данным сыграл в 10 матчах и голов не забивал, по другим данным — забил 5 мячей.
В 1997—1999 годах играл за таллинскую «Лантану». В сезоне 1997/98 стал бронзовым призёром чемпионата и лучшим бомбардиром своего клуба с девятью голами. В осеннем сезоне 1998 года снова завоевал бронзовые медали. В 1999 году стал лучшим бомбардиром клуба и четвёртым бомбардиром чемпионата с 15 голами.
С 2000 года до конца карьеры выступал за таллинскую «Левадию» (до 2003 года команда представляла Маарду). Стал неоднократным чемпионом и призёром чемпионата Эстонии, обладателем Кубка и Суперкубка страны. Несколько раз входил в десятку лучших бомбардиров чемпионата. Является одним из рекордсменов «Левадии» по числу сыгранных матчей и забитых голов за всю историю.
За свою карьеру сыграл 20 матчей (1 гол) в Лиге чемпионов, два матча в Кубке кубков и 17 матчей (3 гола) в Лиге Европы, а также 4 матча (1 гол) в Кубке Интертото.
В чемпионатах Эстонии сыграл 418 матчей и забил 162 гола. По состоянию на январь 2018 года занимает шестое место по числу матчей и четвёртое — по числу голов за всю историю.
За сборную Эстонии не выступал, так как в период своей карьеры не являлся гражданином страны.

## Достижения
- Чемпион Эстонии (6): 2000, 2004, 2006, 2007, 2008, 2009
- Обладатель Кубка Эстонии (5): 2000, 2004, 2005, 2007, 2010
- Обладатель Суперкубка Эстонии (3): 1997, 2001, 2010

## Личная жизнь
Брат Юрий (род. 1977) тоже был футболистом, выступал на позиции защитника.